# El molino en llamas
«The Burning Mill» (en español, «El molino en llamas») es el tercer episodio de la segunda temporada de la serie de televisión de drama y fantasía La casa del dragón, una precuela de Game of Thrones. El mismo fue escrito por David Hancock y dirigido por Geeta Vasant Patel. Se emitió por primera vez en HBO y Max el 30 de junio de 2024.
En el episodio, un conflicto verbal entre las casas Bracken y Blackwood de las Tierras de los Ríos se convierte en la mortal cuando su enemistad escala en una batalla. Daemon Targaryen reclama Harrenhal para Rhaenyra Targaryen, asegurándose el apoyo de su castellano Simon Strong. Rhaenyra, disfrazada de septa, se cuela en Desembarco del Rey para reunirse en secreto con Alicent Hightower.
«El molino en llamas» presentó a varios nuevos miembros del elenco, entre ellos Freddie Fox como Gwayne Hightower, Gayle Rankin como Alys Rivers y Simon Russell Beale como Simon Strong. En la televisión convencional de Estados Unidos, el episodio alcanzó una audiencia de 1,1 millones de espectadores durante su noche de estreno. Recibió reseñas mayoritariamente positivas por parte de los críticos, que elogiaron la dirección, el desarrollo de los personajes, el reencuentro de Alicent y Rhaenyra, la escena del burdel de Aemond y Aegon Targaryen, el regreso de Milly Alcock como la versión joven de Rhaenyra durante la alucinación de Daemon y las interpretaciones del elenco, en particular las de Emma D'Arcy y Olivia Cooke.
El episodio marca las apariciones finales de Elliott Tittensor (Erryk Cargyll) y Luke Tittensor (Arryk Cargyll).

## Trama

### En las Tierras de los Ríos
Una pequeña disputa territorial entre dos antiguos enemigos, las casas Bracken y Blackwood, que apoyan a Aegon y Rhaenyra Targaryen, respectivamente, se convierte en una batalla mortal que provoca la ruina y muchas bajas.

### En Desembarco del Rey
Helaena Targaryen perdona a Alicent Hightower y empatiza con la plebe sobre la pérdida de hijos. Criston Cole propone un audaz plan para tomar Harrenhal, el castillo más grande de Poniente a pesar de estar en ruinas, para utilizarlo como base militar estratégica. Cuando Criston está a punto de partir hacia Harrenhal con un destacamento militar, Gwayne Hightower, hermano de Alicent, se les une inesperadamente. Aegon también quiere acompañar la campaña en su dragón Fuegosol, pero Larys Strong le convence diplomáticamente para que permanezca en Desembarco del Rey. Aegon nombra entonces a Larys su Consejero de los Rumores.
En un burdel, un hombre de pelo blanco, Ulf White, afirma ser una «semilla de dragón», un bastardo de sangre valyria y hermanastro del difunto rey Viserys Targaryen y del príncipe Daemon Targaryen. Cuando Aegon y su séquito llevan a un nuevo escudero al burdel para que pierda su virginidad, se encuentran con Aemond Targaryen desnudo con Sylvi, una prostituta con quien este perdió la virginidad. Aegon se burla de su hermano hasta que Aemond se marcha.

### En Harrenhal
Daemon llega a Harrenhal montado en Caraxes antes de que llegue el grupo de Criston. Simon Strong, el castellano del lugar, al instante jura lealtad a Rhaenyra. Denuncia a su sobrino, Larys, alegando que hizo que su propio padre, Lyonel Strong, y su hermano, Harwin Strong, murieran en el incendio de Harrenhal. Más tarde esa noche, una fuerza invisible atrae a Daemon a un árbol anciano. Allí, experimenta una alucinación de una joven Rhaenyra cosiendo la cabeza de Jaehaerys a su cuerpo decapitado. Despierta ante una mujer con capa que le dice que morirá allí.

### En Rocadragón y las Tierras de la Corona
Erryk y Arryk Cargyll son enterrados juntos. Rhaenys Targaryen sugiere a Rhaenyra que Alicent podría ser persuadida contra la guerra. Rhaenyra envía a sus hijos más jóvenes, Joffrey, Aegon y Viserys, lejos, al Nido de Águilas, para continuar con la Casa Targaryen en caso de que los Negros fracasen en su reclamo al Trono de Hierro. Rhaena Targaryen recibe instrucciones de acompañarlos, pero se siente desmotivada ya que cree que la razón es que no tiene un dragón. Sin embargo, se tranquiliza cuando Rhaenyra le confía cuatro huevos de dragón para que los cuide.
De camino a Harrenhal, Gwayne y unos cuantos soldados se dirigen temerariamente a una pequeña aldea en busca de diversión; Criston corre furioso tras ellos. Baela Targaryen, que patrulla la zona montada en Danzarina Lunar, carga contra ellos, pero escapan a un bosque cercano. Baela informa de esto a los consejeros de Rhaenyra, que sugieren encarecidamente que los dragones participen en la guerra. Por su advertencia sobre Arryk, Rhaenyra recompensa a Mysaria con un puesto en la corte. Esta informa a Rhaenyra de dónde encontrar a Alicent en Desembarco del Rey. Tras leer un reciente mensaje de Alicent, Rhaenyra decide intentar reunirse con ella.

### En Desembarco del Rey (continuación)
Rhaenyra y uno de sus guardias se cuelan en Desembarco del Rey. Disfrazada de septa, Rhaenyra se acerca a Alicent mientras está rezando en una septa y discuten sobre los recientes acontecimientos que condujeron al conflicto. Rhaenyra se da cuenta de que Alicent malinterpretó las últimas palabras de Viserys sobre la profecía de la Canción de Hielo y Fuego, confundiendo a su hijo con Aegon el Conquistador. Angustiada por la revelación, Alicent hace caso omiso a Rhaenyra, alegando que la guerra ya no puede evitarse.

## Producción

### Escritura
«El molino en llamas» fue escrito por David Hancock, haciendo su debut como escritor de la serie. El nombre del episodio hace referencia a la ‹Batalla del Molino en Llamas›, nombre que se le da a la batalla por la disputa territorial entre las casas Bracken y Blackwood, que es el primer conflicto armado de la guerra entre los Verdes y los Negros.

### Filmación
El episodio fue dirigido por Geeta Vasant Patel, lo que supuso su segundo trabajo como directora, tras «El señor de las mareas». Además de en localizaciones reales, la filmación se llevó a cabo en otros escenarios recién construidos, como Harrenhal y el puerto de Marcaderiva, diseñados por el diseñador de producción Jim Clay. Ryan Condal, showrunner y cocreador de la serie, describió este último como el mayor escenario que Clay había construido nunca.: 1:07–3:04, 16:56–18:10 

### Casting
En los créditos principales del episodio están Matt Smith, Emma D'Arcy, Olivia Cooke, Steve Toussaint, Eve Best, Fabien Frankel, Matthew Needham, Sonoya Mizuno, Tom Glynn-Carney, Ewan Mitchell, Phia Saban, Harry Collett, Bethany Antonia, Phoebe Campbell, Jefferson Hall, Freddie Fox, Gayle Rankin, Kurt Egyiawan, Tom Bennett y Simon Russell Beale. Es la primera aparición de Fox como Gwayne Hightower, Rankin como Alys Rivers y Beale como Simon Strong. Su casting fue anunciado en abril de 2023. Gwayne apareció previamente en «Los herederos del dragón», interpretado por un actor no acreditado.
El episodio también marca las últimas apariciones de Elliott y Luke Tittensor como los personajes recurrentes Erryk y Arryk Cargyll. A pesar de que sus personajes murieron en el episodio anterior, hicieron una breve aparición en este episodio como sus cadáveres. Además, Milly Alcock volvió a interpretar a la versión joven de Rhaenyra Targaryen.

## Recepción

### Audiencias
En Estados Unidos, «El molino en llamas» fue visto por unos 1,1 millones de espectadores durante su primera emisión en HBO el 30 de junio de 2024. Esto supuso un descenso del 10,7% respecto al episodio anterior.

### Recepción crítica
El episodio recibió valoraciones mayoritariamente positivas. En el sitio web agregador de reseñas Rotten Tomatoes, el episodio tiene un índice de aprobación del 95%, basándose en 21 críticas, con una calificación promedio de 7,7/10.
Haley Whitmire White, de TV Fanatic, le dio al episodio una calificación de 4,75 estrellas de 5. Alec Bojalad, de Den of Geek, y James Hunt, de Screen Rant, le dieron 4 estrellas de 5. Bojalad señaló que era un episodio «narrativamente caótico» con un «final logísticamente desafiante», pero elogió la ‹Batalla del Molino en Llamas› al principio del episodio por mantener un fuerte seguimiento temático, mientras que Hunt lo declaró el mejor episodio de la temporada hasta el momento. Carly Lane, de Collider, y Helen O'Hara, de IGN, lo puntuaron con un 8 sobre 10, y O'Hara afirmó que el episodio «se parece más al tipo de drama de alta fantasía por el que vinimos a La casa del dragón que los dos episodios anteriores, y que ofrece muchas más promesas para el futuro». Katie Doll, de CBR, lo puntuó con un 7 sobre 10, y afirmó que el episodio «experimenta con los límites de la televisión de formas buenas y malas, lo que resulta en una salida desconcertante». Kayleigh Dray, de The A.V. Club, calificó el episodio con un sobresaliente y escribió en su crítica: «En general, es una excelente entrega de La casa del dragón, y construye increíblemente bien sobre las tensiones de combustión lenta que se han expuesto en las dos primeras entregas de esta temporada».
La crítica alabó las interpretaciones de D'Arcy, Cooke, Smith, Glynn-Carney, Mitchell y Campbell. Entre las escenas más destacadas por la crítica se encuentran el reencuentro de Alicent y Rhaenyra, la escena del burdel de Aemond y Aegon (destacada por las crecientes tensiones entre los hermanos), las escenas en Harrenhal, así como la escena de Baela y Danzarina Lunar. La química entre Cooke y D'Arcy también se consideró uno de los momentos más destacados del episodio. James Hunt comentó: «Se compenetran de forma brillante y se percibe una amplia gama de emociones: lo mucho que se quieren todavía; el dolor, el arrepentimiento y la rabia que comparten por lo que ha pasado desde la última vez que se vieron; la terquedad y el ego que se interponen en el camino hacia una verdadera resolución». Además, los críticos también alabaron la dirección de Patel, el regreso de Alcock como la versión joven de Rhaenyra en la alucinación de Daemon y el desarrollo de los personajes de Daemon y Aegon.
Sin embargo, algunos aspectos recibieron críticas negativas, específicamente el ritmo, una escena sexual explícita frontal, la omisión de la ‹Batalla del Molino en Llamas› a pesar de que se utilizó como título del episodio y la falta de tiempo en pantalla para sus personajes secundarios, especialmente para Helaena y Rhaena.

### Citas
1. ↑  Hullender, Tatiana (30 de junio de 2024). «House Of The Dragon Season 2, Episode 3: Director Breaks Down Daemon's Visions & Rhaenyra's Plan». Screen Rant (en inglés). Consultado el 1 de julio de 2024.
2. ↑  «Episode 3». The House That Dragons Built. Episodio 3. Temporada 2. HBO. 30 de junio de 2024. min. 1:07. https://www.hbo.com/house-of-the-dragon-the-house-that-dragons-built/season-2/3-episode-3.
3. ↑  Moreau, Jordan (24 de abril de 2023). «House of the Dragon Season 2 Casts Alys Rivers and Three More Characters». Variety (en inglés). Consultado el 1 de julio de 2024.
4. ↑  Williams, Jordan (1 de julio de 2024). «Gwayne Hightower Explained: What To Know About Alicent's Brother In House Of The Dragon». Screen Rant (en inglés). Consultado el 1 de julio de 2024.
5. ↑  Hunt, James (1 de julio de 2024). «THAT Return In House Of The Dragon Season 2, Episode 3 Explained». Screen Rant (en inglés). Consultado el 1 de julio de 2024.
6. ↑  Kimball, Trevor (25 de julio de 2024). «House of the Dragon: Season Two Ratings». TV Series Finale (en inglés). Consultado el 6 de julio de 2024.
7. ↑  «House of the Dragon: Season 2, Episode 3». Rotten Tomatoes (en inglés). Consultado el 6 de julio de 2024.
8. 1 2  White, Haley Whitmire (30 de junio de 2024). «House of the Dragon Season 2 Episode 3 Review: Reunions and Goodbyes». TV Fanatic (en inglés). Consultado el 2 de julio de 2024.
9. 1 2 3  Bojalad, Alec (1 de julio de 2024). «House of the Dragon Season 2 Episode 3 Review: Sin Begets Sin Begets Sin». Den of Geek (en inglés). Consultado el 1 de julio de 2024.
10. 1 2 3 4 5 6 7 8 9 10 11 12 13 14 15  Hunt, James (1 de julio de 2024). «House Of The Dragon Season 2, Episode 3 Review: HBO's Prequel Gets Back To What Made Season 1 Great». Screen Rant (en inglés). Consultado el 1 de julio de 2024.
11. 1 2 3 4  Lane, Carly (1 de julio de 2024). «It's Too Late for Peace in House of the Dragon Season 2, Episode 3». Collider (en inglés). Consultado el 2 de julio de 2024.
12. 1 2  O'Hara, Helen (1 de julio de 2024). «House of the Dragon Season 2, Episode 3 Review». IGN (en inglés). Consultado el 2 de julio de 2024.
13. 1 2 3 4 5 6 7  Doll, Katie (1 de julio de 2024). «House of the Dragon Season 2, Episode 3 Review: Good, Bad and Ugly». CBR (en inglés). Consultado el 2 de julio de 2024.
14. 1 2  Dray, Kayleigh (1 de julio de 2024). «House Of The Dragon recap: Shall we dance?». The A.V. Club (en inglés). Archivado desde el original el 8 de julio de 2024. Consultado el 2 de julio de 2024.
15. ↑  Weldon, Glen (30 de junio de 2024). «House of the Dragon Season 2, episode 3: Make it make sense». NPR (en inglés). Consultado el 1 de julio de 2024.
16. 1 2 3  Das, Santanu (1 de julio de 2024). «House of the Dragon season 2 episode 3 review: Reason is thrown out the window as battle bells toll». Hindustan Times (en inglés). Consultado el 2 de julio de 2024.
17. ↑  Khosla, Proma (1 de julio de 2024). «House of the Dragon Ep. 3 Review: Never Send a Man to Do a Woman’s Job». IndieWire (en inglés). Consultado el 2 de julio de 2024.